# Karl 10. Gustav af Sverige
Karl 10. Gustav (født 8. november 1622, død 13. februar 1660) var konge af Sverige i årene 1654-60.
I 1637 blev han undervist af Axel Oxenstierna sammen med sin kusine prinsesse Kristina - datter af hans mors halvbror kongen - og senere svensk dronning. Det følgende år begyndte Karl Gustav at studere ved universitetet i Uppsala.
Karl 10. Gustav var trods sin korte regeringstid én af de mest betydningsfulde konger, Sverige har haft. Han tilbragte det meste af sin regentperiode som hærfører for den svenske hær i Polen, Tyskland og Danmark. Overgangen over det tilfrosne Storebælt, som førte til erobringen af en stor del af Danmark ved fredsslutningen i Roskilde, anses som én af de største krigsbedrifter i Sveriges historie. Den 30. januar 1658 indledte en svensk hærstyrke på omkring 7.000 mand Marchen over bælterne (en). Fyn blev indtaget på få dage, hvorefter de svenske tropper i februar fortsatte over isen til Langeland og derfra de 15 km over Storebælt til Lolland-Falster og derfra til Sjælland.
I august 1658 indledte Karl 10.’s tropper en belejring af København, der varede til 1660. Karl 10. døde inden fredsslutningen.
Karl 10. var søn af pfalzgreven Johan Kasimir af Pfalz-Zweibrücken og prinsesse Katarina Vasa, datter af Karl 9. af Sverige Han giftede sig i 1654 med Hedvig Eleonora af Slesvig-Holsten-Gottorp. 6. juni samme år blev han kronet til svensk konge. Nogle timer forinden havde dronning Kristina frasagt sig den svenske krone. Den nye konge målte 123 cm om maven, og med ham kom et nyt dynasti på den svenske trone, da Pfalz-slægten afløste Vasa-slægten, der uddøde med den fratrådte dronning Kristina.
Karl 10. døde af influenza i Göteborg. Huset kongen døde i, kan stadig ses.
Han blev efterfulgt på den svenske trone af sin søn Karl 11. af Sverige.